# Stolpersteine im Bundesland Salzburg
Stolpersteine im Bundesland Salzburg listet alle politischen Bezirke im Bundesland Salzburg auf, in denen Stolpersteine zum Gedenken an Opfer des Nationalsozialismus verlegt wurden:
- Liste der Stolpersteine im Tennengau, Verlegungen in Bad Dürrnberg (1), Puch bei Hallein (1) und Hallein (33) seit 2013
- Liste der Stolpersteine im Pongau, dreißig Steine seit Juli 2014
- Liste der Stolpersteine in der Stadt Salzburg, 506 verlegte Steine seit August 2007[1]
- Liste der Stolpersteine im Flachgau, Verlegungen in Anif (1), St. Georgen bei Salzburg (2) und Thalgau (7) seit Juli 1997

Das Salzburger Personenkomitee für Stolpersteine widmete sich schließlich neben den Opfern auch den Tätern. Ende November 2023 wurde erstmals eine Liste mit 60 Namen von Personen veröffentlicht, die bei Polizei, Justiz, Sonder- und Kriegsgerichten, dem Volksgerichtshof sowie Konzentrationslagern tätig gewesen waren. Zusammengetragen worden war sie unter Mithilfe des Historikers Gert Kerschbaumer.